# René Bader
René Bader (ur. 7 sierpnia 1922 w Bazylei, zm. 1 stycznia 1995) – szwajcarski piłkarz występujący na pozycji napastnika. Uczestnik Mistrzostw Świata 1950. Przez całą karierę związany z FC Basel. Trener piłkarski.